# Canary Wharf (gebouwencomplex)

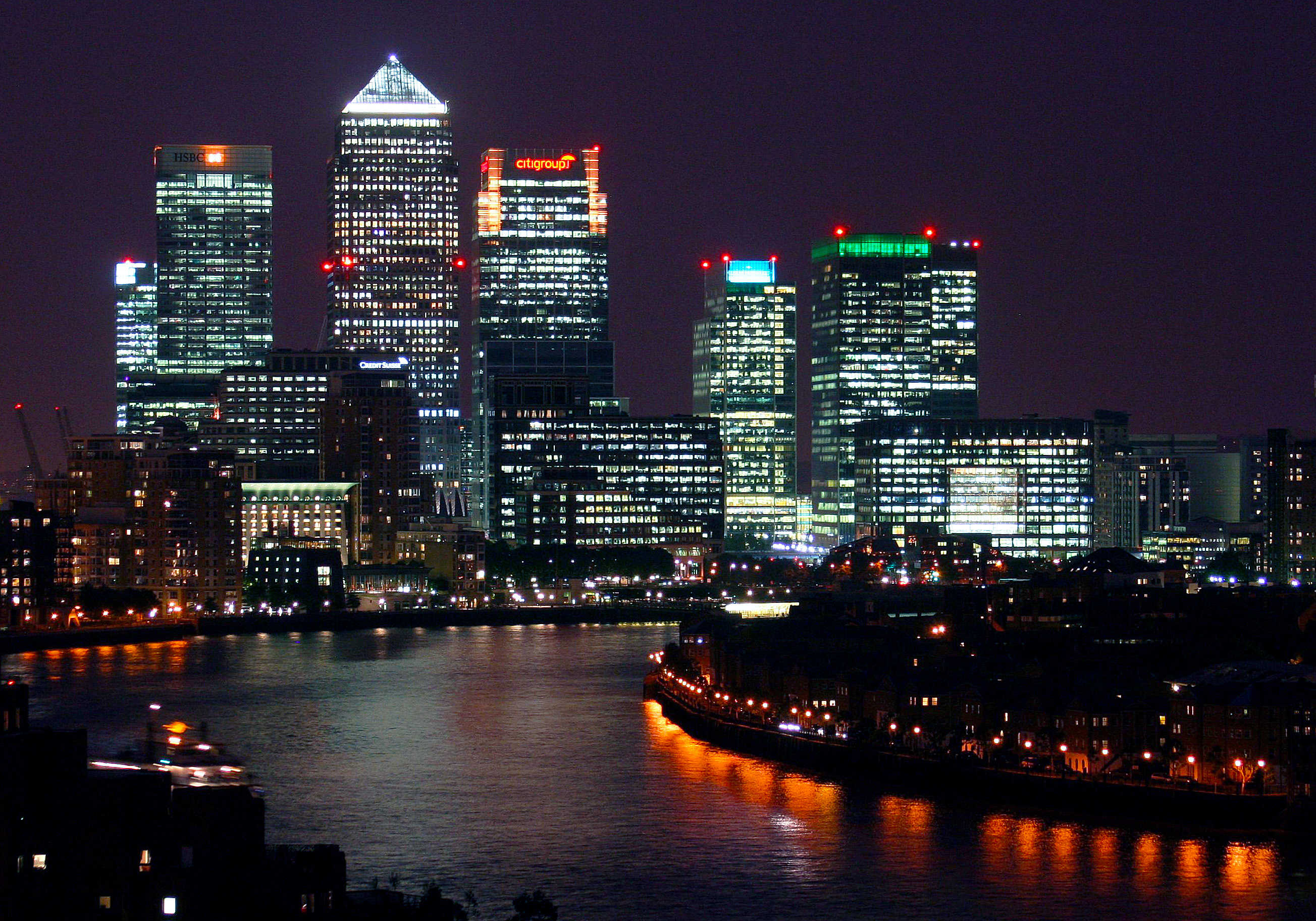
Canary Wharf en de Theems in 2010

Canary Wharf is een groot financieel centrum in ontwikkeling in het district Tower Hamlets in de Britse hoofdstad Londen. In het gebied staan drie van de hoogste gebouwen van het Verenigd Koninkrijk: One Canada Square (235 m), HSBC Tower en Citigroup Centre (beide 200 m). Canary Wharf ligt in de Docklands, de vroegere haven van Londen, in het oosten van de stad. Na een lange periode van verval werd in 1988 begonnen met de realisatie van een nieuw zakencentrum in dit gebied. Canary Wharf werd in het London Plan van 2015 aangemerkt als een van de drie major centres in de agglomeratie Groot-Londen waarvan verwacht werd dat ze in de volgende decennia zouden uitgroeien tot metropolitan centres.

## Geschiedenis

### Havengebied
Het gebied heet Canary Wharf ("Canarische werf" of "Canarische haven") omdat er vroeger veel handel plaatsvond met de Canarische Eilanden. Hier lagen ook de West India Docks, waarvandaan schepen vertrokken naar de West Indies (Caraïben). Vanaf 1802 tot 1980 was dit een van de drukste havens ter wereld met op het hoogtepunt 50.000 werknemers.
Tijdens de Tweede Wereldoorlog werd het gebied hevig gebombardeerd. In de jaren vijftig begon de havenindustrie uit dit gebied weg te trekken. Door het gebruik van grotere schepen en containers werden de Central London Docklands minder aantrekkelijk dan de kusthavens als Felixstowe en Harwich. Rond 1980 sloten de havenfaciliteiten, waarbij duizenden mensen hun baan verloren. Een groot deel van de Docklands lag er toen al vele jaren verwaarloosd en verlaten bij.

### Herontwikkeling
Het idee om het oude havengebied voor een ander gebruiksdoel te benutten kreeg in 1981 vorm door de oprichting van de 'London Docklands Development Corporation'. Begonnen werd met de herontwikkeling van een klein gebied.
In 1984 zochten de gebroeders Roux, restaurateurs, een grote ruimte voor het bereiden van maaltijden. Michael von Clemm, voorzitter van Credit Suisse First Boston en tevens voorzitter van Roux Restaurants, werd voor een bezoek uitgenodigd door de London Docklands Development Corporation. Met een lunch op een boot in Canary Wharf wilden zij het idee promoten om een voedselverpakkingsbedrijf in het gebied Isle of Dogs te beginnen. Roux Restaurants werd zo het eerste niet-havenbedrijf dat zich hier vestigde.

### Eerste fase: 1988-91
De bouw van Canary Wharf begon in 1988 met fase 1, voltooid in 1991. Voorafgaand vond de aanleg van de Docklands Light Railway plaats, waarvan de eerste stations in het Canaray Wharfgebied in 1987 geopend werden. De voltooiing in 1990 van One Canada Square, toen het hoogste gebouw van het Verenigd Koninkrijk, was een symbool voor de heropleving van de Docklands.
Op 9 februari 1996 ontplofte er in een van de gebouwen een bom. Daarbij kwamen twee personen om het leven. De aanslag werd gepleegd door de IRA.

### Tweede fase: 1997-2002
Fase 2 bestond uit de bouw van de HSBC Tower en de Citigroup Centre, gevolgd door de ontwikkeling Heron Quays. Van 15.000 werknemers in 1999, net voor de opening van de Jubilee Line, steeg het aantal werknemers in 2004 tot 63.000.

### Derde fase: 2003-nu
Vanaf 2003, maar vooral na de Kredietcrisis (ca. 2007-2011), gingen opnieuw talloze nieuwbouwprojecten van start, zowel van kantoortorens als van woongebouwen en hotels. Sommige van deze projecten doorbreken de 200 meter grens. In 2022 opende de Elizabeth line, waarmee Canary Wharf een nieuwe, zeer snelle en frequente verbinding kreeg met het tentoonstellingscentrum ExCeL, de City van Londen, het West End en de luchthaven Heathrow.